# Grammy Award du meilleur album rock
Le Grammy Award du meilleur album rock (Grammy Award for Best Rock Album) est une récompense des Grammy Awards créée en 1995 afin de distinguer des albums présentant des qualités artistiques et techniques dans le genre de la musique rock.

## Histoire
La récompense n'a pas changé de nom depuis sa création. Le groupe américain Foo Fighters détient le record du nombre de victoires avec cinq trophées.

## Lauréats
Liste des lauréats,.
- 1995 : The Rolling Stones, Voodoo Lounge
- 1996 : Alanis Morissette, Jagged Little Pill
- 1997 : Sheryl Crow, Sheryl Crow
- 1998 : John Fogerty, Blue Moon Swamp
- 1999 : Sheryl Crow, The Globe Sessions
- 2000 : Santana, Supernatural
- 2001 : Foo Fighters, There Is Nothing Left to Lose
- 2002 : U2, All That You Can't Leave Behind
- 2003 : Bruce Springsteen, The Rising
- 2004 : Foo Fighters, One by One
- 2005 : Green Day, American Idiot
- 2006 : U2, How to Dismantle an Atomic Bomb
- 2007 : Red Hot Chili Peppers, Stadium Arcadium
- 2008 : Foo Fighters, Echoes, Silence, Patience and Grace
- 2009 : Coldplay, Viva la Vida or Death and All His Friends
- 2010 : Green Day, 21st Century Breakdown
- 2011 : Muse, The Resistance
- 2012 : Foo Fighters, Wasting Light
- 2013 : The Black Keys, El Camino
- 2014 : Led Zeppelin, Celebration Day
- 2015 : Beck, Morning Phase
- 2016 : Muse, Drones
- 2017 : Cage the Elephant, Tell Me I'm Pretty
- 2018 : The War on Drugs, A Deeper Understanding
- 2019 : Greta Van Fleet, From the Fires
- 2020 : Cage the Elephant, Social Cues
- 2021 : The Strokes, The New Abnormal
- 2022 : Foo Fighters, Medicine at Midnight
- 2023 : Ozzy Osbourne, Patient Number 9
- 2024 : Paramore, This Is Why
- 2025 : The Rolling Stones, Hackney Diamonds